# Дементьев, Василий Фёдорович
Васи́лий Фёдорович Деме́нтьев (1896, Санкт-Петербург — 1940, Москва) — руководящий сотрудник ОГПУ-НКВД Северного Кавказа, народный комиссар внутренних дел Чечено-Ингушской АССР, майор государственной безопасности. Входил в состав особой тройки НКВД СССР. Депутат Верховного Совета РСФСР 1-го созыва. Расстрелян в 1940 году. Не реабилитирован.

## Биография
Родился 9 февраля 1896 года в Санкт-Петербурге. Из семьи лакея. Образование : начальная школа (1905—1908 гг.), затем с 1908 по 1912 год учёба в Высшем начальном училище.
Безработный в 1912—1913 гг.; курьер конторы Азово-Донского коммерческого банка, СПб 04.-12.1913 г.;чернорабочий, помощник шофера, переписчик в Управлении Юго-Восточных ж. д., Петроград (01.1914—08.1915 гг.).
С августа 1915 по март 1917 года в Русской императорской армии: рядовой 1-й запасной автороты, Петроград (08.—12.1915 г.); за дезертирство из части был предан суду, но суд не состоялся; до 1917 года состоял под надзором в своей части; рядовой 16-й автороты (01.1916—03.1917 гг.); с марта по ноябрь 1917 г. на излечении ввиду перелома руки.
С ноября 1917 по май 1921 в РККА — РККФ : рядовой Особого конного партизанского отряда (11.—12.1917 г.); участник захвата квартиры генерал-лейтенанта Н. Н. Духонина; учетчик учетного отдела Петросовета (12.1917—02.1918 гг.); рядовой 1-го морского берегового отряда Балтийского флота (02.—07.1918 г.); состоял в охране 3-го съезда Советов; матрос при орудии военного судна «Коновод», Волжская военная флотилия (07.—12.1918 г.); участник боев под Казанью, Самарой, Симбирском, Ставрополем (1918—1920 гг.); председатель судового комитета судна «Коновод», Волжская воен. флотилия; матрос при орудии крейсера «Ильич», Волжско-Каспийская воен. флотилия (01.—06.1919 г.); комендант транспортного судна «Чарджуй», Волжско-Каспийская воен. флотилия (06.—12.1919 г.); инструктор полит. отдела Каспийского флота (01.—07.1920 г.); инструктор батальона Каспийского полка морской экспедиционной дивизии (07.—11.1920 г.); адъютант Отдельного батальона воен. моряков, Таганрогский округ (11.1920—03.1921 гг.); зав. редакционно-издательской частью полит. отдела штаба обороны Восточного сектора Черноморского флота (03.—05.1921 г.).
Состоял в РКП(б) с 1919 года (в 1921 году в ходе партийной чистки исключался за пьянство; в 1930 г. вступил в ВКП(б) кандидатом; при обмене партийных документов партийный стаж с 1919 г. был восстановлен).
В органах ВЧК-ГПУ-НКВД с 1921 г. : с мая 1921 по апрель 1924 года секретарь Новороссийского морского особого отдела, заместитель начальника Туапсинского пограничного отделения ВЧК, заместитель начальника, начальник Сочинского, Новороссийского особого пограничного отделения. Уполномоченный Полномочного представительства ОГПУ по Северо-Кавказскому краю (04.1924—04.1926 гг.); начальник отделения Частей пограничной охраны ПП ОГПУ по СКк (04.1924—04.1926 гг.), начальник отделения ПП ОГПУ по СКк (03.1927—04.1929 гг.); начальник отдел-я контрразведывательного отдела ПП ОГПУ при СНК СССР по Северо-Кавказскому краю (04.—05.1929 г.); начальник КРО Владикавказского окружного отдела ГПУ (05.1929—01.10.1930 гг.); начальник особого отдела Владикавказского оперативного сектора ГПУ (01.10.1930—28.04.1931 гг.);, помощник начальника Владикавказского областного отдела ГПУ (28.04.—12.1931 г.); помощник начальника экономического отдела ПП ОГПУ по Северо-Кавказскому краю (01.1932—05.01.1934 гг.); начальник ЭКО ПП ОГПУ по Северо-Кавказскому краю — УГБ УНКВД по Северо-Кавказскому краю (05.01.1934—16.08.1936 гг.); капитан государственной безопасности.
С августа 1936 г. по 1 июля 1937 г. начальник Управления НКВД по Чечено-Ингушской автономной области. С 1 июля по 13 августа 1937 года народный комиссар внутренних дел Чечено-Ингушской АССР.
С 13 августа по 29 сентября 1937 года начальник Управления НКВД по Северной области; с 29 сентября 1937 г. по 13 июня 1938 года начальник Управления НКВД по Архангельской области. Этот период отмечен вхождением в состав особой тройки УНКВД, созданной по приказу НКВД СССР от 30.07.1937 № 00447 и активным участием в сталинских массовых репрессиях. Майор госбезопасности.
После бегства на японскую территорию начальника УНКВД по ДВк Г. С. Люшкова Дементьев вместе с группой региональных сотрудников УНКВД делегирован на Дальний Восток : с 13 июня по 29 ноября 1938 года начальник Управления НКВД по Приморской области, одновременно начальник особого отдела НКВД Тихоокеанского флота (ТОФ). 29 ноября 1938 г. снят с должности.

### Репрессии
28 декабря 1938 года арестован. Содержался в Сухановской тюрьме особого назначения. Внесен в Список Л.Берии от 16 января 1940 г. по 1-й категории. Приговорен к ВМН ВКВС СССР по ст. 58-а («измена Родине»), ст. 58-11 («участие в к.-р. заговорщической террористической организации в органах НКВД») УК РСФСР. В ночь на 2 февраля 1940 года расстрелян вместе с рядом бывших и действовавших сотрудников ОГПУ-НКВД СССР, осужденных в тот же день (М. А. Трилиссером-Москвиным, В. И. Михайловым, М. И. Шелудченко, Б. У. Дзиовым, С. С. Шварцем, И. И. Шебеко-Журбой, Е. М. Калужским и др. осужденными). Место захоронения — «могила невостребованных прахов» № 1 крематория Донского кладбища. 
Не реабилитирован.

### Звания
- 25 декабря 1935 — капитан государственной безопасности;
- 8 июля 1937 — майор государственной безопасности.

### Награды
- 11 июля 1937 — орден Красной Звезды (лишен посмертно Указом Президиума ВС СССР от 05.12.1942)
- Знак «Почётный сотрудник государственной безопасности»
- Наградной пистолет Коровина